# 村上伸
村上 伸（むらかみ ひろし、1930年5月4日 - 2017年11月23日）は、日本のキリスト教学者。東京女子大学名誉教授。

## 経歴
福島県生まれ。東京神学大学大学院修士課程修了、愛知県で牧師。1966年から1968年まで西ドイツに留学、組織神学を専攻。1974年から1978年まで南西ドイツ福音主義教会世界宣教部研究主事。1978年東京女子大学教授、1996年定年退任、名誉教授。
2017年11月23日、死去。87歳没。墓所は多磨霊園の代々木上原教会共同墓地。

## 著書
- 中学科説教53週 日本基督教団出版部 1962 (教師の友文庫)
- 西ドイツ教会事情 古くて新しい教会 新教出版社 1984.1
- いのちへの道 新教出版社 1984.3
- ボンヘッファー 清水書院 1991.2 (Century books)
- いのちを望む神 今キリスト教を考える 新教出版社 1992.1
- 荒れ野の旅に先立つ主 説教集 新教出版社 1994.12
- あなたはどう生きるか 現代キリスト教倫理入門 新教出版社 1997.11
- 十戒に学ぶ 日本キリスト教団出版局 2009.4 (グループスタディ12章)

## 共編
- 教義学とは何か 雨宮栄一共編 日本基督教団出版局 1987.5
- 死と生を考える ヨルダン社 1988.5
- 激動のドイツと教会 佐々木悟史共著 新教出版社 1990.9 (新教コイノーニア)

## 翻訳
- キリスト教倫理 第3 カール・バルト 新教出版社 1964 (新教新書)
- 新約聖書神学 E.シュタウファー 日本基督教団出版部 1964
- キリスト論 ボンヘッファー選集 第7 新教出版社 1966
- 山上の説教 G.アイヒホルツ 日本基督教団出版局 1972
- ボンヘッファー伝 1 E.ベートゲ 新教出版社 1973
- イエス復活の意味 新教出版社 1974
- 福音主義神学の展開 連帯への解放を求めて H.ゴルヴィツァー 新教出版社 1980.8 (現代神学双書)
- 聖霊論的思考と実践 R.ボーレン 加藤常昭共訳 日本基督教団出版局 1980.11
- ボンヘッファー獄中書簡集 E.ベートゲ 新教出版社 1988.11
- カール・バルト説教選集 17-18 雨宮栄一,武田武長共訳 日本基督教団出版局 2000-2003
- ボンヘッファー聖書研究 旧約編 生原優,畑祐喜共訳 新教出版社 2005.8